# Girona (provins)
Girona (katalanska: Girona; spanska: Gerona), är en provins i nordöstra Spanien i den autonoma regionen Katalonien. Provinshuvudstad är staden Girona med samma namn som provinsen. Provinsen Girona, ligger i nordöstra delen av den autonoma regionen Katalonien. Den gränsar till provinserna Barcelona, Lleida, Frankrike och till Medelhavet.
I provinsen bor 793 478 invånare (2021), varav i Girona 94 484. Andra kommuner är Figueres (39 641), Blanes (37 819), Lloret de Mar (32 728), Olot (31 932), Salt (28 017), Palafrugell (21 307), Sant Feliu de Guíxols (20 867) och Roses (19 896) samt några betydande och historiska städer som Banyoles, Palamós, Cadaqués, Ripoll, Camprodon och Puigcerdà.
Provinsen har 221 kommuner. Kommunen Llívia som tillhör provinsen är en exklav och är skild från resten av Spanien och omges av Frankrike.

## Källhänvisningar
1. ↑  ”Población por provincias, edad (grupos quinquenales), Españoles/Extranjeros, Sexo y Año.” (på europeisk spanska). INE. https://www.ine.es/jaxi/Datos.htm?path=/t20/e245/p08/l0/&file=03002.px. Läst 2 juli 2023.